# Wu (llengua)
El wu (xinès tradicional 吳語, xinès simplificat 吴语, pinyin wúyǔ, wugniu i AFI:6wu-gniu6 [ɦu˩.nʲy˦] (xangaiès), 2ghou-gniu6 [ɦou˨.nʲy˧] (suzhounès)) és un grup important de llengües sinítiques parlades principalment a Xangai, província de Zhejiang i parts de la província de Jiangsu, especialment al sud del riu Iang-Tsé, que conformen la regió cultural de Wu. Les llengües wu de vegades s'anomenen simplement xangaiès, especialment quan s'introdueixen als estrangers. La varietat suzhounesa fou el dialecte de prestigi del wu a partir del segle XIX, però havia estat substituïda pel xangaiès al tombant del segle XX, coincidint amb un període de ràpid canvi lingüístic a la ciutat. Les llengües del wu del Nord constitueixen una família lingüística i són mútuament intel·ligibles entre elles, mentre que les del wu del Sud no formen una família lingüística filogenètica, ni són mútuament intel·ligibles entre si.. En total, el wu és parlat per uns 80 milions de persones.El wu es parla també en moltes comunitats xineses a l'exterior. A Europa, els migrants wu parlen majoritàriament el dialecte de Wenzhou.
Els lingüistes històrics consideren el Wu de gran importància a causa de la seva naturalesa òbviament diferent. Les llengües wu solen conservar totes les inicials sonores del xinès mitjà, així com el to d'entrada en forma d'oclusiva glotal sorda. Les varietats del wu també tenen innovacions morfològiques i sintàctiques notablement úniques, així com el lèxic que es troba exclusivament al grup wu. També cal destacar que l'influent lingüista Chao Yuen Ren era un parlant nadiu del changzhounès, una varietat del wu del Nord. Les varietats del wu, especialment la de Suzhou, són percebudes tradicionalment com a suaus per a l'oïda dels parlants tant de llengües wu com d'altres llengües, la qual cosa dóna lloc al modisme "la parla tendra de Wu" (xinès tradicional 吳儂軟語, xinès simplificat 吴侬软语).

## Noms

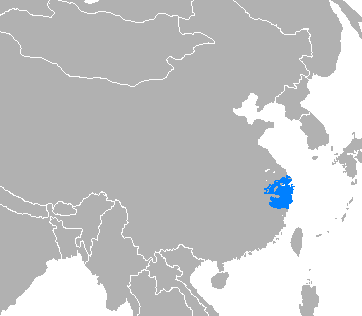
Domini lingüístic del wu

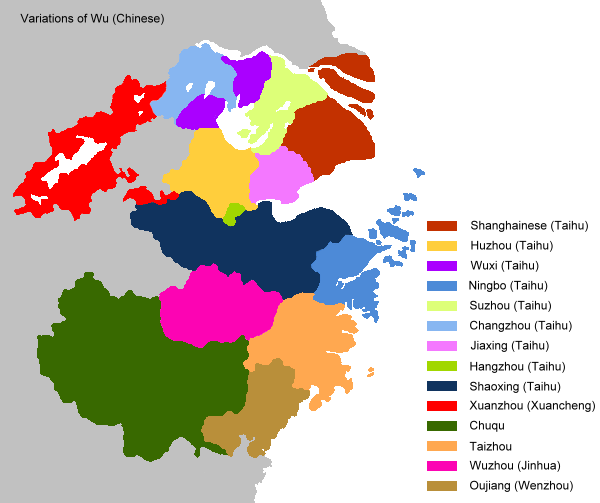
Els principals dialectes del wu. El de Xangai, en color marró fosc

Els parlants de varietats del wu majoritàriament desconeixen aquest terme per a la seva parla, ja que la imposició classificatòria de "wu" que s'utilitza en lingüística avui dia és una encunyació relativament recent. Dir que algú "parla wu" és, per tant, similar a dir que algú "parla una llengua romànica"; no és una entitat particularment definida com el mandarí estàndard o el Hochdeutsch.
La majoria dels parlants només són conscients de les afinitats de la seva varietat local amb altres varietats classificades de manera similar, i generalment només es referiran a la seva varietat local wu en lloc de parlar de la família dialectal en conjunt. Això normalment es fa afegint 話 (pinyin huà, 'parla') a l'endònim d'una ubicació. Per exemple, 溫州話 (pinyin Wēnzhōu huà, AFI ʔy˧꜖ tɕiɤu˧꜖ ɦo˩꜒꜔) s'utilitza per al dialecte de Wenzhou. L'afixació de 閒話, pinyin xiánhuà, també és comuna, i més típica del wu del Nord, com a 嘉興閒話 (pinyin Jiāxìng xiánhuà) per al dialecte de Jiaxing. Els noms del grup en conjunt inclouen:
- Llengua wu (xinès tradicional 吴语; xinès simplificat 吳語; pinyin wúyǔ; xangaiès [ɦu˨ ɲy˦]; suzhounès [ɦoʊ˨ ɲy˦]; wuxinès [ŋ˨˨˧ nʲy˨]; 'llengua wu'). Aquest és el nom formal i la referència estàndard de la literatura dialectològica.

- Topolecte wu (xinès tradicional 吳方言; xinès simplificat 吴方言; pinyin wú fāngyán), un nom comú que fa referència a les llengües wu que afegeix 方言 fāngyán ("dialecte, topolecte") en comptes de 語 yǔ ("llengua"), de vegades percebut com a despectiu.[8]

- Llengua wuyue (xinès tradicional 吳越語; xinès simplificat 吴越语; pinyin wúyuèyǔ, 'la llengua de Wu–Yue'), un nom poètic i històric, que destaca les arrels de la llengua a l'antiguitat, concretament la cultura dels estats Wu i Yue durant el període dels Regnes Combatents.

- Goetià, derivat de l'ortografia japonesa de wuyue (japonès: 吳越; romaji go-etsu), es troba entre els noms alternatius enumerats per Ethnologue.[9]

- Parla de Jiang–Zhe (xinès tradicional 江浙話; xinès simplificat 江浙话; pinyin Jiāngzhè huà),un nom no estàndard que significa 'la parla de Jiangsu i Zhejiang', que de vegades s'utilitza per destacar el fet que la llengua es parla a dues províncies.

- Parla de Jiangnan (xinès tradicional 江南話; xinès simplificat 江南话; pinyin Jiāngnán huà), un nom no estàndard i menys comú que vincula la llengua amb la regió cultural de Jiangnan. Això no s'ha de confondre amb la koiné dels grups industrials de Jiangnan parlada a Xiangtan, que es classifica com una varietat de mandarí.[10] Contrasta amb Jiāngběihuà (xinès: 江北話), és a dir xinès huai.

## Història

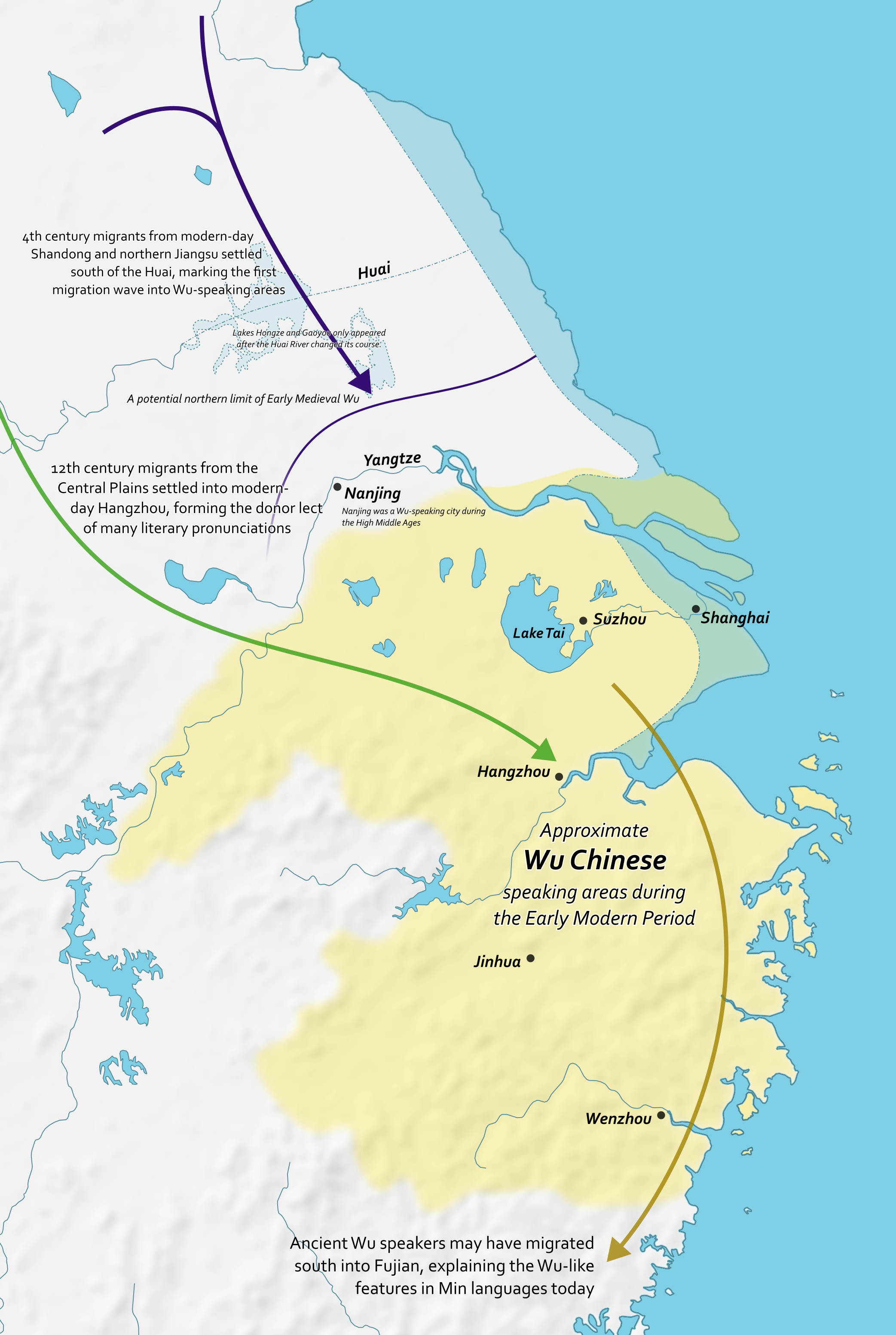
Rutes migratòries cap a o fora dels primers límits moderns del xinès wu

Es creu que els xinesos han van arribar per primera vegada a la zona durant la història predinàstica. Després de les migracions que van precedir l'aixecament Wu Hu, va comnçar a prendre forma el vernacle que més tard portaria al xinès wu modern, tot i que la llengua de la cort del Jiankang (avui Nanjing) encara era notablement diferent a la de la gent comuna. Una segona onada migratòria durant la dinastia Song del Sud, aquesta vegada a Lin'an (Hangzhou), va portar a la formació de la capa literària moderna, i durant les dinasties Yuan i Ming, van començar a aparèixer moltes tradicions operístiques i textos vernacles. Més tard, durant la dinastia Qing, els missioners van començar a traduir la Bíblia a diverses varietats locals, i van registrar per primera vegada les pronunciacions exactes de moltes varietats. També va ser quan es va produir el boom econòmic de Xangai, que va fer que la seva varietat urbana es convertís en la varietat de prestigi per sobre de la de Suzhou. El segle XX va marcar un moment clau del canvi lingüístic wqu, ja que es va promocionar el mandarí estàndard a tot el país, tot i que el segle XXI està veient esforços de revitalització de moltes varietats xineses wu.

### Wu antic i dinàstic primerenc
Abans de la migració dels pobles xinesos han, la regió de Jiangnan estava habitada per pobles kra-dai o austroasiàtics, que els primers xinesos van anomenar bàrbars.
Segons la història tradicional, Taibo de Wu es va establir a la zona durant la dinastia Shang, i va portar una gran part de la població i pràctiques administratives xineses per formar l'estat de Wu. La població majoritària de l'estat hauria estat els antics pobles baiyue, que tenien costums i pràctiques molt diferents en comparació amb els xinesos.
Es diu als Anals de primavera i tardor del mestre Lü que els costums i les llengües dels estats de Wu i Yue eren els mateixos.Això es refereix no només a la llengua baiyue de la zona, sinó també al "wu antic"  una llengua sinítica probablement utilitzada només per la noblesa. La frontera nord d'aquesta llengua Wu antiga es troba al riu Huai en lloc del Iang-Tsé com a l'actualitat, i els seus límits meridionals poden haver arribat fins a Fujian, ja que el proto-min podria haver estat una llengua filla de l'antic wu, tot i que això no està totalment acceptat. Ja en l'època de Guo Pu (275–324), els parlants percebien fàcilment les diferències entre els dialectes de diferents parts de la Xina, inclosa la zona on es parlava el Wu antic. L'idioma es va retirar lentament del nord a causa de la creixent pressió de les planes centrals, fins que el seu límit nord es va establir prop del riu Iang-Tsé cap al final de la dinastia Jin occidental. Cal tenir en compte, però, que a causa del fet que totes les varietats modernes del wu funcionen dins del sistema Qieyun, aquest dialecte xinès antic no pot ser l'origen principal del xinès wu actual.

#### Estrats no sinítics

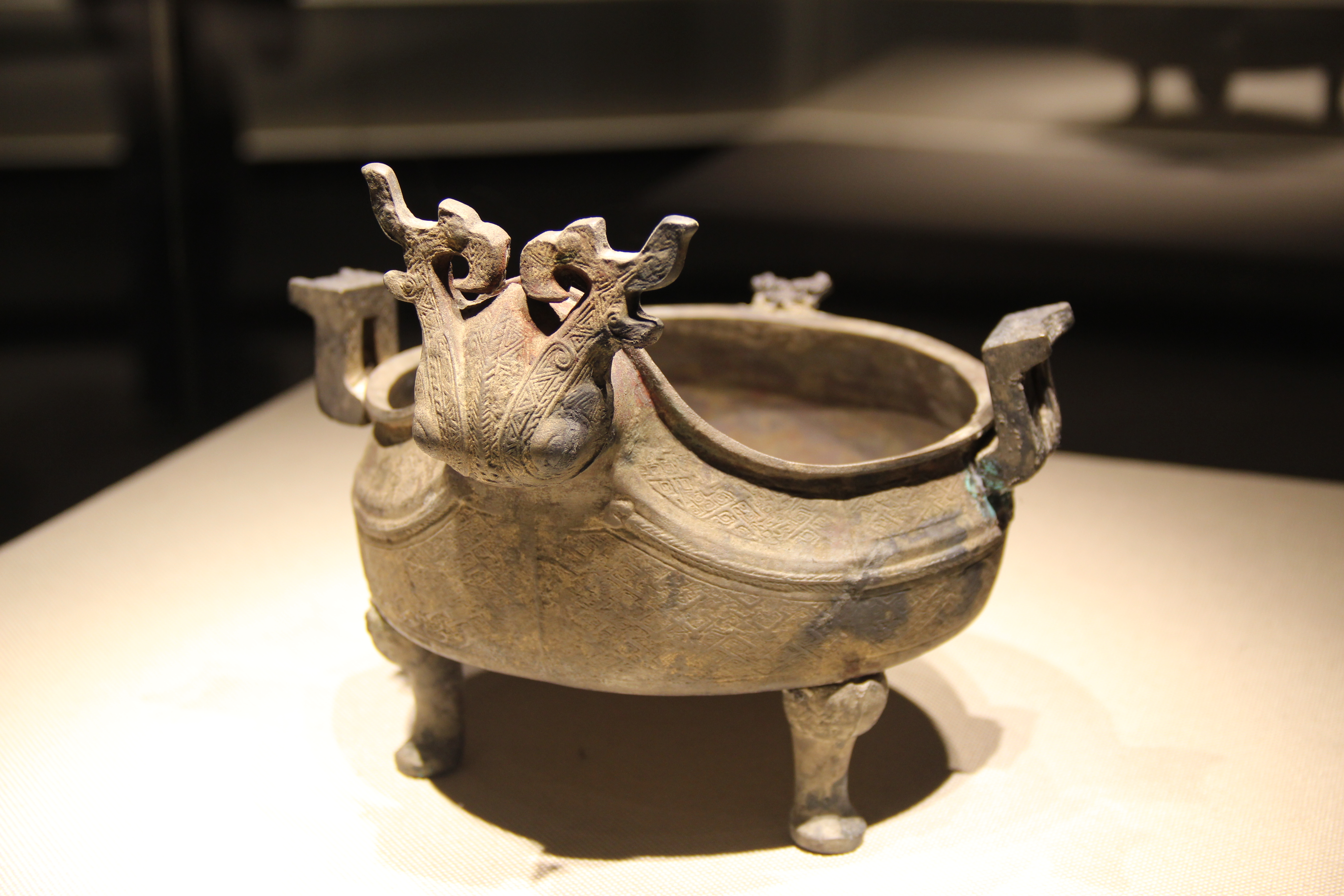
Un vaixell yi de l'estat Wu yue

Se sap que les llengües wu van heretar un nombre important de manlleus d'origen kra-dai. Un estudi de la varietat parlada a Maqiao, un suburbi de Xangai, va trobar que 126 d'un miler d'elements lèxics estudiats eren d'origen kra-dai. Termes com ara 落蘇 (wugniu: 8loq-su1 "albergínia") són compartits també entre altres llengües sinítiques (per exemple, el teochew, peng'im: lag8 sou1) així com les llengües kra-dai (cf. zhuang estàndard lwggwz). També s'han suggerit termes compartits amb llengües austroasiàtiques, tot i que molts d'ells, com el vietnamita đầm, bèo i kè, també s'ha argumentat que són tipologies d'àrea, paraules xineses disfressades o plans llargs.
Tot i que el sinotibetà, el kra-dai, l'austronèsic i l'austroasiàtic es consideren majoritàriament no relacionats entre si, Laurent Sagart ha proposat algunes possibles afinitats filogenètiques. Concretament, el tai-kadai i el sinotibetà podrien pertànyer a la família lingüística sinoaustronèsica (no confondre amb l'austroasiàtic) a causa d'una dispersió de cognats entre les seves formes ancestrals, i també hi ha algunes evidències, per bé que molt més tènues, que suggereixen que també s'hauria d'incloure l'austroasiàtic. No obstant això, les seves opinions no són sinó una entre les hipòtesis en competència sobre la filogènia d'aquestes llengües, i no són àmpliament acceptades.
Sembla que les varietats wu han tingut influències no sinítiques, i moltes contenen paraules afins amb les d'altres llengües en diversos estrats. Aquestes paraules, però, són poques i distants, i el qu, en general, ha estat influenciat de manera més profunda per altres llengües xineses que no pas per qualsevol altra influència lingüística.

### Wu medieval
Aquest període està marcat per dues onades migratòries importants cap a la zona de parla de Wu. El primer va ser al segle IV principalment de les muntanyes de Shandong, mentre que el segon va passar durant el segle XII i es va originar a la regió de Heluo.

#### Dinasties del nord i del sud

Rutes migratòries al sud de la Xina durant l'aixecament Wu Hu

A causa d'esdeveniments com l'aixecament Wu Hu i el desastre de Yongjia durant la dinastia Jin Occidental, coneguts col·lectivament com la rebel·lió dels cinc bàrbars, la cort imperial de la regió de Heluo, juntament amb una gran onada migratòria des del nord que va durar 1500 anys, principalment el nord de Jiangsu i gran part de Shandong, van entrar a la regió de Jiangnan, i establí una nova capital a Jiankang, l'actual Nanquín.
Migrants went as far south as central Zhejiang, though many settled in the geographically less challenging areas in the north, that is to say, the Yangtze Delta and the Hangjiahu Plain. Early stages of this period of change was likely marked by diglossia, with the commonfolk typically speaking Ancient Wu or their native Shandong or northern Jiangsu Chinese, and the nobility, both new migrants and old aristocracy, typically speaking a variety not dissimilar to that of early medieval Luoyang. This linguistic situation eventually led to the formation of modern Wu, with many early coincidental strata that are hard to differentiate today. It is unclear as to when exactly the language of the Baiyue became extinct, though during the Eastern Han dynasty, Kra-Dai words were recorded in the everyday vernacular of people in the region, and by the end of the Western Jin, the common language of the region was Sinitic, as will be explained below.
As early as the Eastern Wu dynasty, commentators criticized the speech of the Southern aristocracy (ie. that of the Wu-speaking areas), noting that it is neither Wu-sounding nor Northern. However, evidence suggests that the primary language among the populace was, in fact, Sinitic, although not one that was perceived as "civilized". This possible civilian language would be a common Jiangdong Sinitic language (古江東方言), as is seen in the Book of Wei, which unflatteringly compares the speech of Jiangdong to the calls of wild animals. The court language of Jiankang at this time would not have been the same as the civilian Wu language, though it would have been closely related. This would also mark the time where Japanese Go-on (呉音; Hepburn: go-on; pinyin: Wúyīn) readings were loaned, and it is accepted that these readings would have been loaned from the language variety of medieval Jiankang.

#### Segona edat d'or
One prominent historical speaker of the medieval Wu language was Emperor Yangdi of the Sui dynasty and his Empress Xiao. Emperor Xuan of Western Liang, a member of Emperor Wu of Liang's court, was Empress Xiao's grandfather and he most likely learned Wu at Jiankang. It is also noted in the preface of the Qieyun, a Sui dynasty rime dictionary, that the speech of Wu, as well as that of Chu, is "at times too soft and light". A "ballad–narrative" (說晿詞話) known as The Story of Xue Rengui Crossing the Sea and Pacifying Liao (薛仁貴跨海征遼故事), which is about the Tang dynasty hero Xue Rengui, is believed to have been written in the Suzhounese. After the An Lushan rebellion, significant migration into the northern Wu-speaking areas occurred, which some believe created the north-south geographical divide we see today. zh (Yongjianese), a variety of Oujiang Wu, was first recorded during the Song dynasty. Yongjianese is the variety in which the zh (Liushugu) (六書故) by zh (Dai Tong) (戴侗, 1200-1285) is written. This treaty of calligraphy was published in 1320.

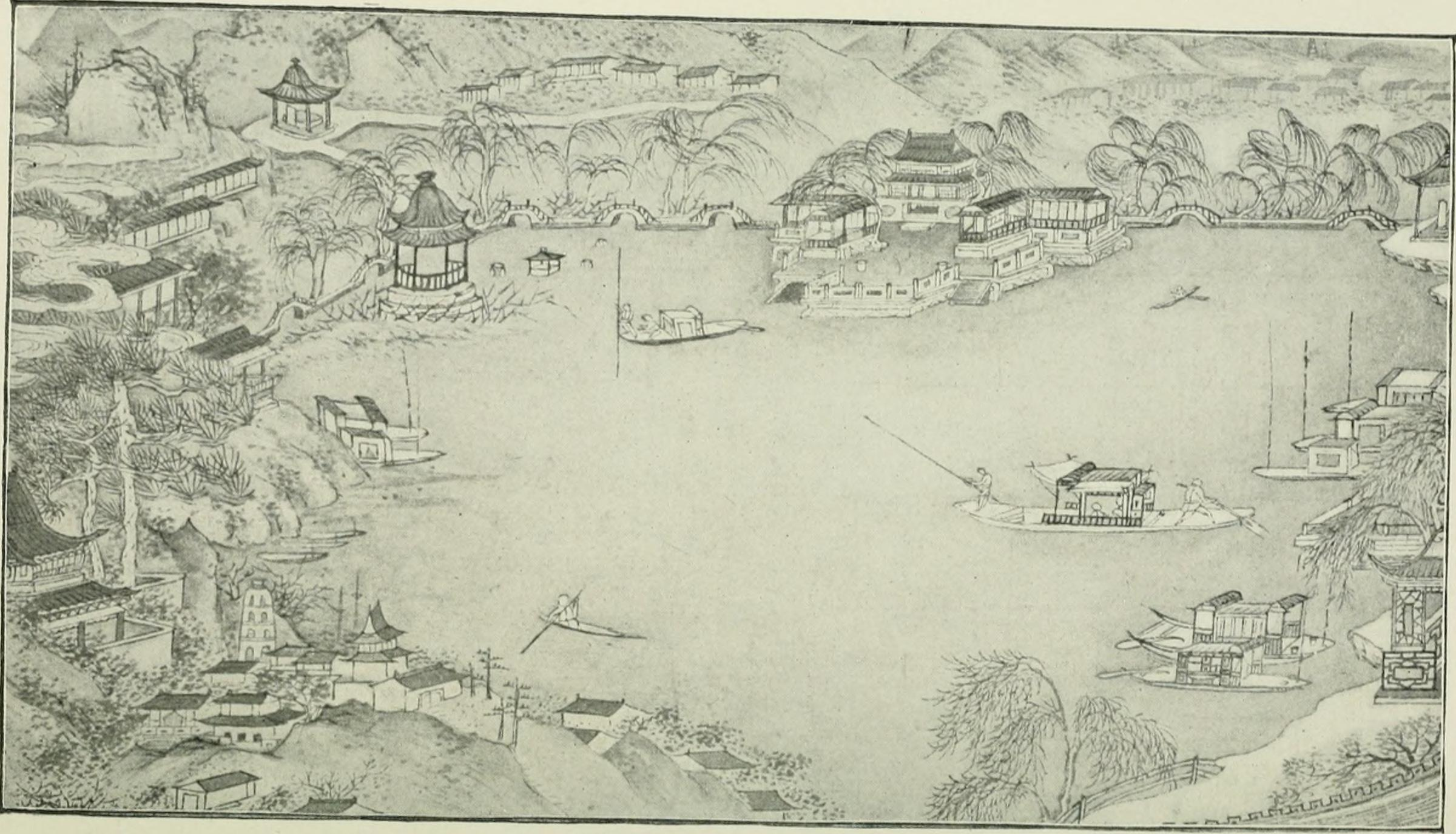
Una il·lustració del segle XIX del Hangzhou medieval

After the Jingkang incident, the imperial capital of the Song dynasty was moved from Bianjing (modern-day Kaifeng) to Lin'an (Hangzhou), starting the Southern Song period. This also coincided with a large migration wave mostly from the Heluo region, a strip of the Central Plains south of the Yellow River that roughly stretches from Luoyang to Kaifeng, which also brought a language that was not only phonologically and lexically different to the Wu Chinese of the time, but was syntactically and morphologically distinct as well. This Old Mandarin influence manifested in the form of the modern literary layer, as it was also the court language of the time. Coblin believes that this literary layer is also the origin of Huai Chinese.

### Obres citades
- Li, Rong. 中國語言地圖集 [Atles de les llengües xineses] (en xinès). 2a edició.  The Commercial Press, 2012. ISBN 978-7-100-07054-6.

- Qian, Nairong. 上海語言發展史 [Història del desenvolupament lingüístic de Xangai] (en xinès). 1.  Shanghai People's Press, 2003a. ISBN 7-208-04554-2.

- VanNess Simmons, Richard. Chinese Dialect Classification: A comparative approach to Harngjou, Old Jintarn and Common Northern Wu (en anglès).  John Benjamins Publishing Co., 1999. ISBN 90-272-3694-1.

- Norman, Jerry. Chinese (en anglès), 1988. ISBN 978-0-521-29653-3.

- Wang, Huayun «从语法看杭州方言的性质 // La naturalesa del dialecte de Hangzhou des de la perspectiva de la gramàtica» (en xinès). 方言 // Fangyan. Universitat de Finances i Economia de Zhejiang [Hangzhou], 4, 2014, pàg. 356–364.

- Chao, Yuen Ren. «My Linguistic Autobiography». A: First Person Singular II (en anglès). 61.  Stanford: Stanford University Press, 1976, p. 47 (Studies in the History of the Language Sciences). DOI 10.1075/sihols.61.04cha. ISBN 978-90-272-4548-9.

- Gui, Tianao; Zhou, Yan «A Survey of Shanghainese Dialect: Its Current Situation and Future» (en anglès). Journal of Student Research, 10, 2, 2021. DOI: 10.47611/jsrhs.v10i2.1505.

- Mair, Victor H. «What is a Chinese "Dialect/Topolect"? Reflections on Some Key Sino-English Linguistic Terms» (en anglès). Sino-Platonic Papers. Universitat de Pennsilvània [Filadèlfia], núm. 29, 1991.

- Ou, Qiao. 湘潭楠竹山镇湖北方言岛江南话研究 [Un estudi sobre el dialecte de Jiangnan a la ciutat de Nanzhushan, Xiangtan] (en xinès).  Universitat Normal de Hunan, 2018.

- Zhou, Zhenhe; You, Rujie. Chinese Dialects and Culture (en anglès).  American Academic Press, 2017. ISBN 978-1-63181-884-4.

- Yuan, Jiahua. 汉语方言概要 [Visió general dels dialectes xinesos] (en xinès).  Beijing: Language Press, 2006. ISBN 978-7-80126-474-9.

- Li, Hui «Daic Background Vocabulary in Shanghai Maqiao Dialect» (en anglès). Proceedings for Conference of Minority Cultures in Hainan and Taiwan, Haikou: Research Society for Chinese National History, 2001. Arxivat de l'original el 2018-03-27 [Consulta: 26 febrer 2025].

- Li, Xiaofan; Chen, Baoxian. 从「港」的词义演变和地域分布看古吴语的北界 [El límit nord de l'antiga llengua wu a partir de l'evolució del significat i la distribució regional de "港"] (en xinès), 2002, p. 201–216.

- Wang, Jian «古吴语北部边界问题研究述评 // Una revisió de la investigació sobre el límit nord de l'antiga llengua wu» (en xinès). Journal of Changshu Institute of Technology (Philosophy & Social Sciences) [Changshu], núm. 7, 2008, pàg. 86–116.

- Shen, Ruiqing; Sheng, Yiming «内陆闽语非南朝吴语直系后代说 // Teoria segons la qual el dialecte min de l'Interior no és un descendent directe del dialecte wu de les Dinasties del Sud» (en xinès). Grammatical Phenomena of Sino-Tibetan Languages, vol. 6, 2024.

- He, Da'an «六朝吳語的層次 // Les capes del dialecte wu a les sis dinasties» (en xinès). 中央研究院歷史語言研究所集刊 // Butlletí de l'Institut d'Història i Filologia, Acadèmia Sínica, 64, 4, 1993.

- Orlandi, Giorgio «Evaluating the Sino-Tibeto-Austronesian Hypothesis» (en anglès). Journal of Language Relationship. Universitat de Xiamen, 2018. DOI: doi.org/10.31826/jlr-2018-161-204.

- Sagart, Laurent. «Sino-Tibeto-Austronesian: An Updated and Improved Argument». A: The Peopling of East Asia: Putting Together Archaeology, Linguistics and Genetics (en anglès). 1a edició.  Paris: Routledge, 2005. ISBN 978-0-203-34368-5.

- Kurpasaka, Maria. Chinese Language(s): A Look Through the Prism of "The Great Dictionary of Modern Chinese Dialects" (en anglès).  Walter de Gruyter, 2010. ISBN 978-3-11-021914-2.

- Chen, Yinge «東晉南朝之吳語 // Dialecte Wu a les dinasties Jin Oriental i Sud» (en xinès). 中央研究院歷史語言研究所集刊 // Revista de l'Institut d'Història i Filologia de l'Acadèmia Sínica, vol. 7, núm. 1., 1936, pàg. 1–4.

- Chittick, Andrew. Vernacular Languages in the Medieval Jiankang Empire (en anglès), 2014.

- Xiong, Victor Cunrui. Emperor Yang of the Sui Dynasty: His Life, Times, and Legacy (en anglès). edició il·lustrada, anotada.  SUNY Press. ISBN 978-0-7914-6587-5 [Consulta: 10 març 2012]. «Yangdi també va conversar amb fluïdesa amb la seva dona en el dialecte wu del Sud. Per als habitants del nord, un alt nivell de competència en aquest dialecte no era una feina fàcil: requeria anys d'exposició primerenca. Yangdi probablement el va aprendre a una edat primerenca de la senyora Xiao, l'avi de la qual, Xiao Cha (xinès: 蕭詧) va créixer a la cort de Liang Wudi (xinès: 梁武帝) a Jiankang, una zona dialectal de wu, abans d'establir la seva pròpia cort a Jiangling. / 19. Sobre les habilitats endevinadores de Yangdi i la competència en el dialecte wu, vegeu ZZTJ 185.5775»

- Lu, Fayan. Qièyùn (en xinès).

- Frellesvig, Bjarke. A History of the Japanese Language (en anglès). 1a edició.  Nova York: Cambridge University Press, 2010. ISBN 978-0-521-65320-6.

- Quan, Changhuan «日本呉音と呉方言の音韻的対応関係 // Correspondència fonològica entre el japonès go-on i el dialecte go» (en japonès). 現代社会文化研究 // Estudis Socials i Culturals Contemporanis, núm. 23, 2002.

- Li, Jinfang. 侗台语言与文化 [Llengua i cultura Dong-Tai] (en xinès).  民族出版社 // Editorial Nacionalitats, 2002. ISBN 9787105050925.

- Xu, Yue. 杭州方言与宋室南迁 [El dialecte de Hangzhou i la migració de la dinastia Song al sud] (en xinès). 1a edició.  杭州出版社 // Editorial Hangzhou, 2013. ISBN 978-7-80758-905-1.

- Li, Qingxi «《水浒传》杭州方言释例 // Interpretació dialectal de Hangzhou de "Marge d'Aigua".» (en xinès). 书城 // Shūchéng, núm. 12, 2023, pàg. 70–79.

- Hirata, Naoko «北部呉語における中古果・假摂韻母の語音変遷について//Sobre els canvis fonètics de les rimes del guo mitjà i el jia zheng al wu del Nord» (en japonès). 中国文学論集, núm. 36, 2006, pàg. 138–148.

- Walraven, Boudewijn; Breuker, Remco E. Remco E. Breuker. Korea in the Middle: Korean Studies and Area Studies: Essays in Honour of Boudewijn Walraven (en anglès). 153 de CNWS publications. Edició il·lustrada.  CNWS Publications, 2007. ISBN 978-90-5789-153-3 [Consulta: 10 març 2012]. «Una interpretació prosimètrica, titulada Xue Rengui kuahai zheng Liao gushi, xinès: 薛仁貴跨海征遼故事, (La història de Xue Rengui travessant el mar i pacificant Liao), que comparteix el seu paràgraf de prosa inicial amb el Xue Rengui zheng Liao shilüe, es conserva en una impressió de 1471; és un dels shuō chāng cíhuà xinès: 說晿詞話 (balades-narracions) […] per explicar i cantar) que es van descobrir als suburbis de Xangai l'any 1967.3 Si bé aquests shuō chāng cíhuà s'havien imprès a l'actual Beijing, la seva llengua suggereix que s'havien compost a la zona de Wuzhou i els seus voltants.»

- Rossabi, Morris. Kubilai Khan: His Life and Times (en anglès).  Berkeley: University of California Press, 1988. ISBN 9780520067400.

- Coblin, W. South «A Reading of the Dialect Chapter of Zhāng Wèi's Wènqíjí» (en anglès). Bulletin of Chinese Linguistics. Universitat d'Iowa, vol. 7, núm. 1, 2013. DOI: 10.1163/2405478X-90000109.

- Tang, Qiyuan «《问奇集》"各地乡音"考辨 // Una investigació textual sobre els "Dialectes de districte" a "Wenqi Ji"» (en xinès). 兰台世界 // Lán tái shìjiè (Món Lán tái). Universitat de Guangxi, 2013, pàg. 76–77. DOI: 10.16565/j.cnki.1006-7744.2013.18.049.

- Shi, Rujie. 明清吴语和现代方言研究 [Estudi sobre el dialecte wu a les dinasties Ming i Qing i els dialectes moderns] (en xinès).  Shanghai: Shanghai Lexicographical Publishing House, 2006. ISBN 978-7-5326-2162-0.

- Feng, Menglong. 山歌 [Cançons de muntanya] (en xinès). Reimpressió any 2000.  Phoenix Publishing House, 2000. ISBN 7-80643-405-4.

- Oki, Yasushi. 馮夢龍《山歌》研究 [Un estudi sobre les "Cançons de muntanya" de Feng Menglong] (en xinès).  Fudan University Press, 2016. ISBN 978-7-309-12857-4.

- Zhang, Jiamao «《三言》中苏州方言词语汇释» (en xinès). 方言 //Fangyan [Beijing], núm. 3, 1981, pàg. 219–224.

- Zhu, Quanhong. 「三言」「二拍」俗语词释义 // Interpretació de les paraules col·loquials a "San yan" i "Er pai" (en xinès).  Universitat de Shaoxing, 2006a.

- Cheng, Meihua. 《二拍》语气词研究 [Un estudi sobre les partícules modals a "Er pai"] (en xinès).  Universitat Normal de Fujian, 2014.

- Wang, Zhao. "三言"人称代词研究 [Un estudi sobre els pronoms personals a "San yan"] (en xinès).  Universitat Normal de Qufu, 2013a.

- Feng, Xiaolu. 《官场现形记》中的动态助词研究 [Un estudi sobre les paraules auxiliars dinàmiques a "Oficialitat desemmascarada"] (en xinès).  Universitat Normal de Guangxi, 2021.

- Shan, Xinyu. 《负曝闲谈》研究 [Un estudi sobre el "Fù pù xiántán"] (en xinès).  Universitat de Jilin, 2017.

- Cai, Xiaozhen «清代传本苏州弹词的方言语气助词与叹词的使用特点——以"吓"、"哙(噲)"为例 && Característiques d'ús de partícules modals i interjeccions dialectals al tanci (xinès: 弹词) de Suzhou (xinès: 苏州), amb textos seleccionats de la dinastia Qing (xinès: 清): un estudi de cas de xia(xinès: 吓) i wei(xinès: 哙/xinès: 噲)» (en xinès). Estudis de Llengua i Lingüística. Universitat Soochow [Suzhou], vol. 38, núm. 2, 2018.[43]

- Shi, Rujie; Miyata, Ichiro. 明清吴语词典 [Diccionari de la llengua wu a les dinasties Ming i Qing] (en xinès). 1a edició.  Shanghai: Shanghai Lexicographical Publishing House, 2005. ISBN 7-5326-1206-6.

- Zhao, Xiaoyang «漫谈中国南方方言圣经译本 // Una discussió casual sobre la traducció de la Bíblia als dialectes del sud de la Xina» (en xinès). 天风 // Tiān fēng, núm. 2, 2023.

- Xue, Hantao «皖南吴语的使用现状及原因分析 // Anàlisi de l'estat actual i les causes de l'ús del dialecte wu al sud d'Anhui» (en xinès). 语言文字学术研究 // Yǔyán wénzì xuéshù yánjiū, núm. 15, 2022, pàg. 20–22. DOI: 10.14014/j.cnki.cn11-2597/g2.2022.15.062.

- Yu, Tianyi. 鲁迅作品中方言俗语的运用 // L'ús de dialectes i col·loquialismes a les obres de Lu Xun (en xinès).  Ningbo: Universitat de Finances i Economia de Ningbo, 2019, p. 104–105.

- Cao, Zhiyun. 汉语方言地图集 [Atles lingüístic dels dialectes xinesos] (en xinès). volum 3.  Beijing: The Commercial Press, 2008a. ISBN 978-7-100-05774-5.

- Cao, Zhiyun. 汉语语言文字学论丛：方言卷 [Col·lecció d'assaigs sobre lingüística i filologia xinesa: dialectes] (en xinès).  Beijing: Beijing Language and Culture University Press, 2008b.

- Zhang, Jing «方言电视新闻的文化认同与对外传播——以杭州电视台《阿六头说新闻》为例  // Identitat cultural i comunicació externa de les notícies de televisió en dialectes: prenent com a exemple "Una notícia de Liutou" de la cadena de televisió de Hangzhou» (en xinès). 中國廣播電視學刊 // Zhōngguó guǎngbò diànshì xué kān (Revista de ràdio i televisió de la Xina). Universitat de Comunicació de Zhejiang, núm. 5, 2019.

- Qian, Nairong; Wang, Xiaoming. 跟我说上海话 [Parla xangaiès amb mi] (en xinès).  上海文化出版社 // Shànghǎi wénhuà chūbǎn shè // Editorial Cultura de Xangai, 2010.

- Enomoto, Hideo; Fang, Xiao. ニューエクスプレスプラス　上海語 [Nou express xangaiès] (en japonès).  Hakusuisha, 2020. ISBN 978-4-560-08879-1.

- Wang, Ping; Che, Yuqian. 学说苏州话 [Aprèn a parlar el dialecte de Suzhou] (en xinès).  Soochow University Press, 2012. ISBN 978-7-5672-0008-1.

- Guo, Jun «An Analysis of the (U)-Variation in the "Town Speech" of Lishui» (en anglès). Journal of Asian Pacific Communication, vol. 16, núm. 2, 2006, pàg. 335–349. DOI: 10.1075/japc.16.2.11guo.

- Chao, Yuen Ren. 當代吳語研究 [Estudis contemporanis de la llengua wu] (en xinès).  China Science Publishing & Media, 1956 (1a edició 1928). ISBN 978-7-100-08620-2.

- Chao, Yuen Ren «Contrastive Aspects of the Wu Dialects» (en anglès). Language. Universitat de Califòrnia a Berkeley, vol. 43, núm. 1, 1967, pàg. 92–101. DOI: 10.2307/411386. JSTOR: 411386.

- Cai, Guolu. 丹陽方言詞典 [Diccionari de dialectes de Danyang] (en xinès).  江蘇敎育出版社 // Jiāngsū jiàoyù chūbǎn shè// Editorial d'Educació de Jiangsu, 1995. ISBN 7-5343-2628-1.

- Zhu, Yin'er. 南北吴语互通性不对称现象的音系学解释 [Una explicació fonològica per a l'asimetria de la intel·ligibilitat mútua entre els dialectes wu del nord i del sud] (en xinès).  Universitat Normal de la Xina Oriental, 2013.

- Qian, Nairong. 北部吴语研究 [Estudis de la llengua wu del Nord] (en xinès). 1a edició.  Shanghai University Press, 2003b. ISBN 7-81058-175-9.

- Yuan, Dan «皖南吴语铜泾片送气擦音sʰ-/ɕʰ-的来源及其音变——以新博方言为例 // L'origen i el canvi sonor de les fricatives aspirades sʰ-/ɕʰ- al subgrup tongjing del dialecte wu anhui del Sud: un estudi de cas del dialecte xinbo» (en xinès). 中国语文 // Zhōngguó yǔwén (Llengua xinesa), núm 1, 2019, pàg. 40–127.

- Wang, Ping «北部吴语三小片的重新画分 // Redivisió dels tres dialectes wu del Nord» (en xinès). 方言 // Fāngyán. Universitat de Soochow [Suzhou], núm. 2, 2005, pàg. 149–156.

- Ruan, Yongmei «台州方言在吴语中的内外关系 // Sobre les relacions entre el dialecte taizhou i el dialecte wu» (en xinès). Revista de la Universitat de Ningbo (edició d'arts liberals). Universitat de Ningbo, vol. 23, núm. 1, 2010.

- Ding, Zhimin; Shao, Ran; Rao, Ling «宋代瓯语语音考 // Un estudi sobre la fonètica de la llengua ou a la dinastia Song» (en xinès). Revista de la Universitat de Wenzhou · Ciències socials, vol. 28, núm. 5, 2015. DOI: 10.3875/j.issn.1674-3555.2015.05.015.

- Lu, Wen; Szeto, Pui Yiu «Polyfunctionality of 'Give' in Hui Varieties of Chinese: A Typological and Areal Perspective» (en anglès). Languages, vol. 8, núm. 217, 2023, pàg. 217. DOI: 10.3390/languages8030217.

- Cao, Zhiyun. 南部吴语语音研究 [Un estudi sobre la fonètica del dialecte wu del Sud] (en xinès).  Beijing: The Commercial Press, 2002. ISBN 978-7-100-03533-0.

- Qian, Nairong. 北部吴语语音研究 [Un estudi sobre la fonètica del dialecte wu del Nord] (en xinès).  Shanghai University Press, 2003. ISBN 9787810581752.

- Xu, Zhen. 吴江方言声调研究 [Un estudi sobre els tons del dialecte de Wujiang] (en xinès).  Universitat Normal de Xangai, 2009.

- Qian, Nairong; Xu, Baohua; Tang, Zhenzhu. 上海话大词典 [Gran Diccionari del xangaiès] (en xinès). 1a edició.  Editorial Lexicogràfica de Xangai, 2007. ISBN 978-7-5326-2248-1.

- Chappell, Hilary; Lan, Li. «Mandarin and other Sinitic languages». A: Routledge Encyclopedia of the Chinese language (en anglès).  Oxford: Taylor & Francis, 2017, p. 605–628. ISBN 9781317382492.

- Rose, Phil; Toda, Takako. A Typology of Tone Sandhi Rules in Northern Wu, 1994.

- Li, Xiaofan. 汉语方言连读变调的层级和类型 [Levels and Classes of Tone Sandhi in the Chinese Dialects] (en xinès), 2004.

- Zhang, Huiying. 崇明方言的连读变调 // Canvi de to en la lectura connectada del dialecte de Chongming (en xinès), 1979.

- Cao, Zhiyun; Akitani, Hiroyuki; Huang, Xiaodong; Ota, Itsuku; Zhao, Rixin; Liu, Changbai; Wang, Zhenggang. 吴语婺州方言研究 // Estudi sobre el dialecte wuyu wuzhou (en xinès). 1a edició.  Beijing: The Commercial Press, 2016. ISBN 978-7-100-12271-9.

- Wang, Ping. 蘇州方言語音研究 [Un estudi sobre la fonètica del dialecte de Suzhou] (en xinès).  Huazhong University of Science & Technology Press, 1996. ISBN 7-5609-1131-5.

- Wang, Futang. 绍兴方言研究 [Recerca sobre el dialecte de Shaoxing] (en xinès).  Beijing: Language & Culture Press, 2013b. ISBN 978-7-80241-845-5.

- Akitani, Hiroyuki «杭州方言の聲調 // Entonació dialectal de Hangzhou» (en japonès). 中國文學研究 // Zhōngguó wénxué yánjiū (Estudis de literatura xinesa). Universitat de Waseda, núm. 14, 1988, pàg. 32–48. ISSN: 0385-0919.

- Onishi, Hiroko. 萧山方言研究 // Recerca sobre el dialecte de Xiaoshan (en xinès).  Universitat Fudan, 1999.

- Wugniu. 吴语学堂简明拼音手册 [Manual concís de la romanització del wugniu] (en xinès), 2016.

- Ye, Xiaofeng. 温州方言语音研究 // Un estudi sobre la fonètica del dialecte de Wenzhou (en xinès).  Universitat Normal de Xangai, 2008.

- Demarco, Federico Fabian. 上海南部方言入声韵的演变 [The Evolution of Entering Tone Finals in Southern Shanghai Dialects] (en xinès). vol. 12.  Shanghai: Universitat de Xangai, 2024, p. 526–532.

- Xu, Baohua. 松江方言研究 [Recerca sobre el dialecte de Songjiang] (en xinès).  Fudan University Press, 2015. ISBN 978-7-309-11656-4.

- 川沙县志 [Anals del comtat de Chuansha] (en xinès).  上海人民出版社 // Shànghǎi rénmín chūbǎn shè (Editorial Popular de Xangai), 1990. ISBN 978-7-2080-0918-9.

- Zhu, Xiaonong «內爆音 // Sobre les implosives» (en xinès). 方言 // Fāngyán [Beijing], núm. 1, 2006b, pàg. 16–21.

- Chen, Zhongmin «南汇方言的三个缩气音 // Tres sons implosius al topolecte de Nanhui» (en xinès). 语言研究 // 语言研究, núm. 1, 1988.

- Rose, Phil. Tone and Phonation Type in Wu Dialects (en anglès), 2021.

- Liu, Xiaoxi; Kula, Nancy C. «A comparative study of depression in Bantu, Khoisan and Chinese Wu — laryngeal settings and feature specifications» (en xinès). Stellenbosch Papers in Linguistics Plus, vol. 54, 2018, pàg. 17–43. DOI: 10.5842/54-0-774.

- Rose, Phil. «Chinese Languages: Wu». A: Facts About the World's Languages: an encyclopedia of the world's major languages, past and present. (en anglès).  Nova York: New England Publishing Associates, 2001, p. 158–161. ISBN 9780824209704.

- 安徽省志・方言志 // Cròniques i dialectes provincials d'Anhui (en xinès).  方志出版社 // Editorial Fangzhi, 1997. ISBN 9787801221315.

- Shen, Ming; Huang, Jing'ai «安徽宣城（雁翅）方言 // Sil·labari d'homofonia del dialecte Yanchi a Xuancheng de la província d'Anhui» (en xinès). 方言 // Fangyan, núm. 1, 2015, pàg. 58–69.

- Zhu, Xiaonong «Creaky Voice and the Dialectal Boundary Between Taizhou and Wuzhou Wu» (en anglès). Journal of Chinese Linguistics. The Chinese University of Hong Kong Press, vol. 34, núm. 1, 2006c, pàg. 121–133.

- Bao, Shijie. 杭州方言詞典 [Diccionari de dialectes de Hangzhou] (en xinès).  Jiangsu Education Publishing House, 1998. ISBN 7-5343-3413-6.

- Xu, Baohua; Tang, Zhenzhu. 上海市区方言志 [Dialecte urbà de Xangai] (en xinès). 1a edició.  Shanghai: Shanghai Educational Publishing House, 1988. ISBN 7-5320-0226-8.

- Shi, Menghui; Chen, Yiya «Lili Wu Chinese» (en anglès). Journal of the International Phonetic Association, vol. 52, núm. 1, 2022, pàg. 157–179. DOI: 10.1017/S0025100320000092.

- Wang, Chuan-Chao; Ding, Qi-Liang; Tao, Huan; Li, Hui «Comment on "Phonemic Diversity Supports a Serial Founder Effect Model of Language Expansion from Africa"» (en anglès). Science, vol. 335, núm. 6069, 2012, pàg. 657. Bibcode: 2012Sci...335..657W. DOI: 10.1126/science.1207846. PMID: 22323803.

- 东台市志 [Anals de la ciutat de Dongtai] (en xinès).  Phoenix Science Press, 1994. ISBN 7-5345-1798-2.

- 连云港市志 [Anals de la ciutat de Lianyungang] (en xinès). vol. 1.  方志出版社 // Editorial Fangzhi, 2000. ISBN 9787801225719.

- Zhu, Xiaonong «浙江台州方言中的嘎裂声中折调 // El so cruixent en el dialecte de Taizhou de la província de Zhejiang» (en xinès). 方言 // Fāngyán. Universitat de Ciència i Tecnologia de Hong Kong [Beijing], núm. 3, 2004, pàg. 226–230.

- Coblin, W. South «Migration History and Dialect Development in the Lower Yangtze Watershed» (en anglès). Bulletin of the School of Oriental and African Studies, University of London. Universitat d'Iowa, vol. 65, núm. 3, 2002, pàg. 529–543. DOI: 10.1017/S0041977X02000320.

- Zhengzhang, Shangfang; Zheng, Wei. «Chapter 14: Wu Dialect». A: The Oxford Handbook of Chinese Linguistics (en anglès).  Nova York: Oxford University Press, 2015. ISBN 978-0-19-985634-3.

- Qian, Nairong. 当代吴语研究 [Estudis contemporanis de la llengua wu] (en xinès). 1a edició.  Shanghai: Shanghai Educational Publishing House, 1992. ISBN 7-5320-2355-9.

- Zhou, Jianhong «江山方言动词、形容词重叠式研究 // Un estudi sobre la duplicació de verbs i adjectius en el dialecte de Jiangshan» (en xinès). 语言学刊 // Yǔyán xué kān (Revista de lingüística). Universitat de Quzhou [Quzhou], núm. 7, 2015, pàg. 12–14.

- Hu, Xiaojun. 义乌方言重叠现象研究 [Estudi sobre el fenomen de reduplicació del dialecte de Yiwu] (en xinès).  Universitat de Nanchang, 2019.

- Wen, Wenjun «启东方言中重叠词语的特征研究 // Un estudi sobre les característiques de les paraules duplicades en el dialecte de Qidong» (en xinès). Revista de la Universitat de Suihua. Universitat de Suihua [Kashgar], vol. 39, núm. 9, 2019, pàg. 77–80.

- Xie, Bingling. 杭州方言重叠形式研究 [Un estudi sobre les formes de duplicació del dialecte de Hangzhou] (en xinès).  Universitat de Finances i Economia de Zhejiang, 2014.

- Zhengzhang, Shangfang «吴语方言的历史记录及文学反映 // Registres històrics i reflexions literàries del dialecte wu» (en xinès). Journal of East Linguistics. Acadèmia Xinesa de Ciències Socials, núm. 1, 2010, pàg. 83–115.

- Sheng, Yimin. 宋室南遷與臨安官話對吳語的影響——若干詞彙、語法的例證 // Influència de la migració del sud de la dinastia Song en els dialectes wu a través de Lin'an Guanhua: evidència lèxica i sintàctica (en xinès). vol. 19.  Fudan University, 2018. DOI 10.1075/lali.00016.she.

- Tang, Zhenzhu; Chen, Zhongmin; Wu, Xinxian. 宁波方言词典 [Diccionari dialectal de Ningbo] (en xinès).  Jiangsu Education Publishing House, 1997. ISBN 978-7-5343-3120-6.

- Ye, Changling; Guo, Zongjun «宜兴方言同音字汇 // Homòfons del dialecte yixing» (en xinès). 方言 // Fangyan, núm. 2, 1991, pàg. 88–98.

- Zhao, Zeling «浙江兰 溪方言音系» (en xinès). Revista de la Universitat de Ningbo (edició d'arts liberals). Universitat de Ningbo [Ningbo], vol. 16, núm. 4, 2003.

- Dai, Zhaoming. 天台方言研究 [Recerca sobre el dialecte tiantai] (en xinès).  Chung Hwa Book Co., 2006. ISBN 978-7-101-05416-3.

- 上饶市志 [Anals de la ciutat de Shangrao] (en xinès).  Premsa de l'Escola Central del Partit, 1995. ISBN 9787503512025.

- Shi, Rujie «川沙方言同音字表 // Taula d'homòfons en dialecte Chuansha» (en xinès). 『呉語読本』音声データの作成と公開: 論文・翻訳編（第1冊） // Creació i publicació de dades d'àudio per a “Lector de la llengua Wu”: Assajos i traduccions (Volum 1). 九州大学高等教育総合開発研究センター // Centre de Recerca de la Universitat de Kyushu per a Estudis Avançats en Educació Superior, 2004.

- 慈溪县志 [Anals del comtat de Cixi] (en xinès).  Editorial Popular de Zhejiang, 1992. ISBN 978-7-213-00820-7.

- Zhaoming, Dai «弱化、促化、虚化和语法化——吴方言中一种重要的演变现象» (en xinès). Chinese Linguistics, núm. 2, 2004, pàg. 26–34.

- Qi, Guohui «吴语"介"从指示代词到后置介词和连接词的语法化研究 Un estudi gramatical sobre el "介//jie" del dialecte wu des dels pronoms demostratius fins a les preposicions i conjuncions postposicionals» (en xinès). Revista de la Universitat de Ningbo (edició d'arts liberals). Universitat de Ningbo [Ningbo], vol. 33, núm. 1, 2020.

- VanNess Simmons, Richard. The Hangzhou dialect (en anglès).  Universitat de Washington, 1992.

- Snow, Donald B. Cantonese as Written Language: The Growth of a Written Chinese Vernacular (en xinès).  Hong Kong University Press, 2004. ISBN 978-962-209-709-4.

- Fu, Guotong «浙江方言语法的一些特点 // Algunes característiques de la gramàtica dialectal de Zhejiang» (en xinès). 杭州大学学报 // Revista de la Universitat de Hangzhou, núm. 2, 1978, pàg. 112–123.

- Qian, Nairong «也谈吴语的语法、词汇特征 // Sobre les característiques gramaticals i lèxiques del dialecte wu» (en xinès). 温州师院学报（社会科学版） (Revista de la Universitat Normal de Wenzhou (edició de ciències socials)), núm. 3, 1987, pàg. 48–55.

- Ballard, William Lewis. Phonological History of Wu (en anglès).  Universitat de Berkeley, 1969.

- Ma, Huili. 《六书故》注音研究 [Estudi sobre l'anotació fonètica de Liushugu] (en xinès).  Universitat Minzu del Nord, 2020.

- Chen, Yuanyuan «戴侗《六书故》所见宋代温州方音三例 // Tres exemples del dialecte de Wenzhou a la dinastia Song tal com es veu al "Liù shū gù" de Dai Tong». Revista de la Universitat de Wenzhou. Ciències socials. Universitat de Wenzhou [Wenzhou], vol. 25, núm. 6, 2012.

### Citacions
1. ↑  Qian, 2003a.
2. ↑  Li, 2012.
3. ↑  «Wu language | Chinese Dialect, Shanghai, Jiangsu | Britannica» (en anglès). [Consulta: 20 febrer 2025].
4. 1 2 3  VanNess Simmons, 1999.
5. ↑  Norman, 1988, p. 180.
6. 1 2  Wang, 2014.
7. ↑  Chao, 1976.
8. ↑  Mair, 1991.
9. ↑   Ethnologue: Languages of the World (en anglès). 22nd.  Dallas, Texas: SIL International, 2019.
10. ↑  Ou, 2018.
11. ↑  Yuan, 2006, p. 55.
12. ↑  Lü, Buwei. 呂氏春秋 [Anals de primavera i tardor del mestre Lü]. «
| « | (xinès) 習俗同，語言通 | (català) Mateixos costums, mateixa llengua | » |»
13. 1 2  Wang, 2008.
14. 1 2  Zhou i You, 2017, p. 47.
15. 1 2  He, 1993.
16. ↑  Li i Chen, 2002.
17. ↑  Shen i Sheng, 2024.
18. ↑  Norman, 1988, p. 214.
19. ↑  Li, 2001.
20. ↑  Li, 2002.
21. ↑  Sagart, 2008, p. 153.
22. ↑  Sagart, 2005.
23. ↑  Orlandi, 2018.
24. 1 2  Coblin, 2002, p. 530.
25. ↑  Kurpasaka, 2010.
26. ↑  Zhengzhang i Zheng, 2015.
27. 1 2  He, 1993, p. 868.
28. 1 2  Chittick, 2014.
29. ↑  Chen, 1936.
30. ↑  Chittick, 2014, p. 12.
31. ↑  Frellesvig, 2010, p. 275.
32. ↑  Quan, 2002.
33. ↑  Xiong, 2006, p. 19, 266.
34. ↑  Lu, Fayan. 切韻. «呉楚，則時傷輕淺»
35. ↑  Walraven i Breuker, 2007, p. 341-342.
36. ↑  Coblin, 2002, p. 532.
37. ↑  Zhengzhang, 2010.
38. ↑  Ma, 2020.
39. ↑  Chen, 2012.
40. ↑  Xu, 2013, p. 41-43.
41. ↑  Xu, 2013, p. 44.
42. ↑  Coblin, 2002.
43. ↑  El tanci de Suzhou és una mena d'art popular a la ciutat de Suzhou, província de Jiangsu